# Quarterly Journal of Pure and Applied Mathematics
The Quarterly Journal of Pure and Applied Mathematics was een aan collegiale toetsing onderworpen wetenschappelijk tijdschrift op het gebied van de wiskunde. Het is opgericht in 1855 als opvolger van The Cambridge and Dublin Mathematical Journal, dat eerder verscheen onder de titel The Cambridge Mathematical Journal. De uitgave van het tijdschrift en die van Messenger of Mathematics is gestopt in 1928, na het overlijden van James Glaisher, die van beide bladen hoofdredacteur was. 